# Liste der griechischen Töpfer und Vasenmaler/M

## Namentlich bekannte Künstler
| Name         | Wikidata | Profession  | Herkunft | Stil  | Zeit          | Bemerkung                                                                                  | Beispiel |
| ------------ | -------- | ----------- | -------- | ----- | ------------- | ------------------------------------------------------------------------------------------ | -------- |
| Makron       |          | Vasenmaler  | Attika   | RF    | 500/480       | bedeutender Schalenmaler der Frühklassik                                                   |          |
| Mamarce      |          | Töpfer      | Etrurien | IM    | 2/2 7. Jh.    |                                                                                            |          |
| Matar        |          | Töpfer      | Punier   |       | unbekannt     | nur durch eine Signatur auf einem Gefäß bekannt                                            |          |
| Megakles     |          | Töpfer      | Attika   | RF    |               | moderne gefälschte Signatur auf einer Pyxis des Pistoxenos-Malers                          |          |
| Meidias      |          | Töpfer      | Attika   | RF    | 4/4 5. Jh.    | nach Meidias wurden der Vasenmaler Meidias-Maler und die Gruppe des Meidias-Malers benannt |          |
| Menaidas     |          | Töpfermaler | Böotien  | SF/PL | 1/2 6. Jh.    | Töpfermaler, der unter anderem in der Form einmalige plastische Gefäße gefertigt hatte     |          |
| Menon        |          | Töpfer      | Attika   | RF    | um 530        | Nach Menon wurde der Menon-Maler benannt, der später mit Psiax identifiziert wurde         |          |
| Midas        |          | Töpfer      | Attika   | RF/PL | 1/2 6. Jh.    | Töpfer plastischer Gefäße                                                                  |          |
| Mikion       |          | Töpfer      | Attika   | RF    | 2/2 5. Jh.    | Nach Mikion wurde der Mikion-Maler benannt                                                 |          |
| Milonidas    |          | Vasenmaler  | Korinth  | SF    | 2/4 6. Jh.    | neben Chares und Timonidas einziger namentlich bekannter Vasenmaler aus Korinth            |          |
| Mnasalkes    |          | Töpfermaler | Böotien  | SF    | 1/2 6. Jh.    |                                                                                            |          |
| Mnesiades    |          | Töpfer      | Attika   | SF    | 550/40        |                                                                                            |          |
| Mnesikleides |          | Vasenmaler  | Attika   | SF    | 550           | vermeintlicher Vasenmaler, jedoch wohl nur Stifter einer Vase                              |          |
| Mys          |          | Vasenmaler  | Attika   | RF    | 470/60        |                                                                                            |          |
| Myson        |          | Töpfermaler | Attika   | RF    | Anfang 5. Jh. | in seiner Werkstatt wirkten viele der frühen Manieristen                                   |          |
| Myspios      |          | Töpfer      | Attika   | SF    | Mitte 6. Jh.  | Kleinmeister                                                                               |          |

## Nicht namentlich bekannte Künstler (Notnamen)
| Name                             | Wikidata                              | Profession                            | Herkunft                              | Stil                                  | Zeit                                  | Bemerkung | Beispiel                              |
| -------------------------------- | ------------------------------------- | ------------------------------------- | ------------------------------------- | ------------------------------------- | ------------------------------------- | --- | ------------------------------------- |
| Maler 20                         |                                       | Vasenmaler                            | Mykene                                | MY                                    | 1250/25                               | |                                       |
| M-Töpfer                         |                                       | Töpfer                                | Attika                                | RF                                    | 2/2 5. Jh.                            | Oinochoenstöpfer, der vor allem mit dem Mannheimer Maler zusammenarbeitete und nach diesem benannt wurde |                                       |
| Maler von M.M. 380               |                                       | Vasenmaler                            | Attika                                | RF                                    |                                       | |                                       |
| Macinagrossa-Maler               |                                       | Vasenmaler                            | Apulien                               | RF                                    | 4/4 4. Jh.                            | |                                       |
| Maler des Macinagrossa-Ständers  |                                       | Vasenmaler                            | Apulien                               | RF                                    | 330-310                               | englisch Macinagrossa Stand Painter/Painter of the Macinagrossa Stand |                                       |
| Macmillan-Maler                  | siehe unter Chigi-Maler               | siehe unter Chigi-Maler               | siehe unter Chigi-Maler               | siehe unter Chigi-Maler               | siehe unter Chigi-Maler               | siehe unter Chigi-Maler | siehe unter Chigi-Maler               |
| Macri Langoni-Maler              |                                       | Vasenmaler                            | Korinth                               | SF                                    |                                       | |                                       |
| Mad-Man-Maler                    |                                       | Vasenmaler                            | Kampanien                             | RF                                    |                                       | |                                       |
| Madrid-Maler                     |                                       | Vasenmaler                            | Attika                                | SF                                    | um 520                                | |                                       |
| Maler von Madrid 10909           |                                       | Vasenmaler                            | Chalkidike/Rhegion (?)                | SF                                    | 530/20                                | auch Maler der Schale Madrid 10909, englisch Painter of the Madrid Cup 10909, gehört zur Phineus-Gruppe |                                       |
| Maler von Madrid 11016           |                                       | Vasenmaler                            | Attika                                | RF                                    |                                       | |                                       |
| Maler des Madrider Brunnenhauses |                                       | Vasenmaler                            | Attika                                | SF                                    | 4/4 6. Jh.                            | englisch Painter of the Madrid Fountain |                                       |
| Magnoncourt-Maler                |                                       | Vasenmaler                            | Attika                                | RF                                    | 3/3 6. Jh.                            | |                                       |
| Mailand-Maler                    |                                       | Vasenmaler                            | Apulien                               | RF                                    | 320-300                               | |                                       |
| Maler der Mainzer Sphinx         |                                       | Vasenmaler                            | Attika                                | RF                                    |                                       | |                                       |
| Makaria-Maler                    |                                       | Vasenmaler                            | Attika                                | RF                                    | Ende 5. Jh.                           | |                                       |
| Malibu-Maler                     |                                       | Vasenmaler                            | Attika                                | SF                                    | Mitte 6. Jh.                          | |                                       |
| Maler der Malibu-Kentauren       |                                       | Vasenmaler                            | Attika                                | SF                                    |                                       | englisch Painter of Malibu Centaurs |                                       |
| Mänade-auf-Ziegen-Maler          |                                       | Vasenmaler                            | Attika                                | SF                                    |                                       | englisch Maenad on Goat Painter |                                       |
| Mänaden-auf-Bulle-Maler          |                                       | Vasenmaler                            | Attika                                | RF                                    |                                       | englisch Maenads on Bull Painter |                                       |
| Manchester-Maler                 |                                       | Vasenmaler                            | Kampanien                             | RF                                    | 350–320                               | |                                       |
| Maler des Manchaster-Satyr       |                                       | Vasenmaler                            | Attika                                | SF                                    |                                       | |                                       |
| Mannheimer Maler                 |                                       | Vasenmaler                            | Attika                                | RF                                    | Mitte 5. Jh.                          | auch Mannheim-Maler |                                       |
| Maplewood-Maler                  |                                       | Vasenmaler                            | Apulien                               | RF                                    | 360-350                               | |                                       |
| Marathon-Maler                   |                                       | Vasenmaler                            | Attika                                | SF                                    | frühes 5. Jh.                         | gehört zur Klasse von Athen 581 |                                       |
| Maler von Marburg 788            |                                       | Vasenmaler                            | Apulien                               | RF                                    | Ende 4. Jh.                           | namensgebend für den Gruppe von Marburg 788, gehört zur White Sakkos-Gruppe |                                       |
| Mariani-Maler                    |                                       | Vasenmaler                            | Attika                                | SF                                    |                                       | |                                       |
| Mario-Maler                      |                                       | Vasenmaler                            | Attika                                | RF                                    | frühes 5. Jh.                         | |                                       |
| Maler von Marion T 58            |                                       | Vasenmaler                            | Attika                                | RF                                    |                                       | |                                       |
| Marlay-Maler                     |                                       | Vasenmaler                            | Attika                                | RF                                    | 3/4 5. Jh.                            | |                                       |
| Marmaro-Maler                    |                                       | Vasenmaler                            | Attika                                | SF                                    |                                       | |                                       |
| Marsyas-Maler                    |                                       | Vasenmaler                            | Attika                                | KE                                    | 370/30                                | möglicherweise mit dem Eleusinischen Maler identisch |                                       |
| Mastos-Maler                     |                                       | Vasenmaler                            | Attika                                | SF                                    | Ende 6. Jh.                           | |                                       |
| Maler von Matera 10178-9         |                                       | Vasenmaler                            | Apulien                               | RF                                    | 4/4 4. Jh.                            | |                                       |
| Mati-Maler                       |                                       | Vasenmaler                            | Korinth                               | SF                                    |                                       | |                                       |
| Matsch-Maler                     |                                       | Vasenmaler                            | Attika                                | RF                                    |                                       | |                                       |
| Maultier-Maler                   |                                       | Vasenmaler                            | Attika                                | SF                                    | Kleinmeister                          | englisch Mule Painter |                                       |
| Maus-Maler                       |                                       | Vasenmaler                            |                                       |                                       |                                       | |                                       |
| Maler der Mayence-Sphinx         |                                       | Vasenmaler                            | Attika                                | RF                                    |                                       | |                                       |
| McDaniel-Maler                   |                                       | Vasenmaler                            | Apulien                               | RF                                    | 1/3 4. Jh.                            | gehört zur Eumeniden-Gruppe |                                       |
| Medaillon-Maler                  |                                       | Vasenmaler                            | Korinth                               | SF                                    | 1/3 6. Jh.                            | |                                       |
| Medusa-Maler                     |                                       | Vasenmaler                            | Etrurien                              | PR                                    | 1/2 5. Jh.                            | gehört zur Praxias-Gruppe |                                       |
| Megara-Maler                     |                                       | Vasenmaler                            | Attika                                | RF                                    |                                       | |                                       |
| Meidias-Maler                    |                                       | Vasenmaler                            | Attika                                | RF                                    | 4/4 5. Jh.                            | benannt nach den Töpfer Meidias |                                       |
| Memnon-Maler                     |                                       | Vasenmaler                            | Korinth                               | SF                                    | 1/4 6. Jh.                            | |                                       |
| Meleager-Maler                   |                                       | Vasenmaler                            | Attika                                | RF                                    | 1/3 4. Jh.                            | |                                       |
| Menelaos-Maler                   |                                       | Vasenmaler                            | Attika                                | RF                                    | Mitte 5. Jh.                          | |                                       |
| Menon-Maler                      |                                       | Vasenmaler                            | Attika                                | SF/RF/WG/SI/KR                        | 525/05                                | wurde nach dem Töpfer Menon benannt, mittlerweile dem Werk des Psiax zugeschlagen, bedeutender Maler in der Übergangszeit vom schwarzfigurigen zum rotfigurigen Stil, Lehrer vieler Maler der Pioniergruppe |                                       |
| Menzies-Maler                    |                                       | Vasenmaler                            | Apulien                               | RF                                    | 3/3 4. Jh.                            | namensgebend für die Menzies-Gruppe |                                       |
| Meo-Evoli-Maler                  |                                       | Vasenmaler                            | Apulien                               | RF                                    | 3/3 4. Jh.                            | |                                       |
| Mesagne-Maler                    |                                       | Vasenmaler                            | Lukanien                              | RF                                    |                                       | |                                       |
| Mesogeia-Maler                   |                                       | Vasenmaler                            | Attika                                | PA                                    | Ende 8. Jh.                           | |                                       |
| Methyse-Maler                    |                                       | Vasenmaler                            | Attika                                | RF                                    | Mitte 5. Jh.                          | |                                       |
| Metopen-Maler                    |                                       | Vasenmaler                            | Apulien                               | RF                                    |                                       | namensgebend für die Metopen-Gruppe |                                       |
| Mezzacapo-Maler                  |                                       | Vasenmaler                            | Korinth                               | PK                                    |                                       | |                                       |
| Miami-Maler                      |                                       | Vasenmaler                            | Korinth                               | OR                                    | 1/4 6. Jh.                            | |                                       |
| Micali-Maler                     |                                       | Vasenmaler                            | Etrurien                              | SF                                    | 3/3 6. Jh.                            | Hauptvertreter der Micali-Gruppe, ein Teil des Werkes wurde früher unter Sirenen-Maler und Palaestra-Maler geführt                                                                                          |                                       |
| Michigan-Maler                   |                                       | Vasenmaler                            | Attika                                | SF                                    | um 520/10                             | gehört zur Perizoma-Gruppe; ein Teil des Werkes wurde früher unter dem Namen Gruppe von Brüssel R 312 geführt                                                                                               |                                       |
| Midas-Maler                      |                                       | Vasenmaler                            | Attika                                | RF                                    | 3/4 5. Jh.                            | gehört zur Polygnot-Gruppe |                                       |
| Mignot-Maler                     |                                       | Vasenmaler                            | Apulien                               | RF                                    | um 300                                | |                                       |
| Mikion-Maler                     |                                       | Vasenmaler                            | Attika                                | RF                                    | 2/2 5. Jh.                            | benannt nach dem Töpfer Mikion, möglicherweise mit dem Namen Euemporos |                                       |
| Milano-Maler                     |                                       | Vasenmaler                            | Kampanien                             | SF                                    | um 470                                | |                                       |
| Mildenberg-Maler                 |                                       | Vasenmaler                            | Korinth                               | SF                                    | um 600                                | |                                       |
| Millin-Maler                     |                                       | Vasenmaler                            | Attika                                | RF                                    |                                       | |                                       |
| Mina-Maler                       |                                       | Vasenmaler                            | Attika                                | RF                                    | um 500                                | |                                       |
| Maler der Minervageburt          |                                       | Töpfermaler                           | Etrurien                              | WR                                    | 3/4 7. Jh.                            | |                                       |
| Minotaur-Maler                   |                                       | Vasenmaler                            | Böotien                               | SF                                    | 3/4 6. Jh.                            | |                                       |
| Mithridates-Maler                |                                       | Vasenmaler                            | Attika                                | RF                                    |                                       | |                                       |
| Maler von MNB 1148               | siehe unter Maler von Louvre MNB 1148 | siehe unter Maler von Louvre MNB 1148 | siehe unter Maler von Louvre MNB 1148 | siehe unter Maler von Louvre MNB 1148 | siehe unter Maler von Louvre MNB 1148 | siehe unter Maler von Louvre MNB 1148 | siehe unter Maler von Louvre MNB 1148 |
| Modica-Maler                     |                                       | Vasenmaler                            | Attika                                | RF                                    |                                       | |                                       |
| Montauban-Maler                  |                                       | Vasenmaler                            | Sizilien                              | RF                                    |                                       | |                                       |
| Maler der Montauban-Kentauren    |                                       | Vasenmaler                            | Attika                                | SF                                    | um 500                                | |                                       |
| Montesarchio-Maler               |                                       | Vasenmaler                            | Attika                                | RF                                    |                                       | |                                       |
| Maler von Montesarchio T.121     |                                       | Vasenmaler                            | Attika                                | RF                                    |                                       | |                                       |
| Montlaurès-Maler                 |                                       | Vasenmaler                            | Attika                                | RF                                    | 4/4 5. Jh.                            | |                                       |
| Monopoli-Maler                   |                                       | Vasenmaler                            | Apulien                               | RF                                    | Mitte 4. Jh.                          | Namensgeber der Monopoli-Gruppe |                                       |
| Montclair-Maler                  |                                       | Vasenmaler                            | Korinth                               | SF                                    |                                       | |                                       |
| Moonen-Maler                     |                                       | Vasenmaler                            | Apulien                               | RF                                    | um 310                                | |                                       |
| Moore-Maler                      |                                       | Vasenmaler                            | Korinth                               | SF                                    | um 600                                | |                                       |
| Mormino-Maler                    |                                       | Vasenmaler                            | Sizilien                              | RF                                    |                                       | |                                       |
| Moskau-Maler                     |                                       | Vasenmaler                            | Korinth                               | SF                                    |                                       | |                                       |
| Maler von Moskau MK 54           |                                       | Vasenmaler                            | Apulien                               | RF                                    |                                       | |                                       |
| Maler des Moskauer Gorgoneion    |                                       | Vasenmaler                            | Korinth                               | SF                                    | um 580                                | |                                       |
| Maler des Moskauer Kantharos     |                                       | Vasenmaler                            | Apulien                               | RF                                    |                                       | |                                       |
| Maler der Moskauer Pelike        |                                       | Vasenmaler                            | Apulien                               | RF                                    | 375-350                               | |                                       |
| Mound-Maler                      |                                       | Vasenmaler                            | Apulien                               | RF                                    | 360-350                               | |                                       |
| Mouret-Maler                     |                                       | Vasenmaler                            | Attika                                | RF                                    |                                       | |                                       |
| Maler von Mouret 10.2            |                                       | Vasenmaler                            | Attika                                | RF                                    |                                       | |                                       |
| Maler von München 237            |                                       | Vasenmaler                            | Korinth                               | SF                                    | 1/2 6. Jh.                            | gehört zur Dreimädchen-Gruppe |                                       |
| Maler von München 833            |                                       | Vasenmaler                            | Etrurien                              | SF                                    | 530–525                               | |                                       |
| Maler von München 1370           |                                       | Vasenmaler                            | Attika                                | SF                                    |                                       | |                                       |
| Maler von München 1379           |                                       | Vasenmaler                            | Attika                                | SF                                    | Mitte 6. Jh.                          | |                                       |
| Maler von München 1381           |                                       | Vasenmaler                            | Attika                                | SF                                    |                                       | |                                       |
| Maler von München 1393           |                                       | Vasenmaler                            | Attika                                |                                       |                                       | |                                       |
| Maler von München 1410           |                                       | Vasenmaler                            | Attika                                | SF                                    | 3/4 6. Jh.                            | |                                       |
| Maler von München 1416           |                                       | Vasenmaler                            | Attika                                | SF                                    |                                       | |                                       |
| Maler von München 1512           |                                       | Vasenmaler                            | Attika                                | SF                                    |                                       | |                                       |
| Maler von München 1519           |                                       | Vasenmaler                            | Attika                                | SF                                    | Ende 6. Jh.                           | |                                       |
| Maler von München 1529           |                                       | Vasenmaler                            | Attika                                | SF                                    |                                       | |                                       |
| Maler von München 1736           |                                       | Vasenmaler                            | Attika                                |                                       |                                       | |                                       |
| Maler von München 1755           |                                       | Vasenmaler                            | Attika                                | SF                                    |                                       | |                                       |
| Maler von München 1760           |                                       | Vasenmaler                            | Attika                                | SF                                    |                                       | |                                       |
| Maler von München 1842           |                                       | Vasenmaler                            | Attika                                | SF                                    | um 520                                | |                                       |
| Maler von München 1874           |                                       | Vasenmaler                            | Attika                                | SF                                    | 510/500                               | gehört zur Klasse von Athen 581 |                                       |
| Maler von München 2050           |                                       | Vasenmaler                            | Attika                                | SF                                    |                                       | |                                       |
| Maler von München 2100           |                                       | Vasenmaler                            | Attika                                | SF                                    | Ende 6. Jh.                           | |                                       |
| Maler von München 2300           |                                       | Vasenmaler                            | Attika                                | SF                                    | 3/3 6. Jh.                            | |                                       |
| Maler von München 2306           |                                       | Vasenmaler                            | Attika                                | RF                                    |                                       | |                                       |
| Maler von München 2321           |                                       | Vasenmaler                            | Attika                                | RF                                    |                                       | |                                       |
| Maler von München 2332           |                                       | Vasenmaler                            | Attika                                |                                       |                                       | |                                       |
| Maler von München 2335           |                                       | Vasenmaler                            | Attika                                | RF                                    | 440/30                                | |                                       |
| Maler von München 2358           |                                       | Vasenmaler                            | Attika                                | RF                                    |                                       | |                                       |
| Maler von München 2363           |                                       | Vasenmaler                            | Attika                                | RF                                    |                                       | |                                       |
| Maler von München 2365           |                                       | Vasenmaler                            | Attika                                | RF                                    | um 400                                | |                                       |
| Maler von München 2391           |                                       | Vasenmaler                            | Attika                                | RF                                    | Mitte 4. Jh.                          | |                                       |
| Maler von München 2413           |                                       | Vasenmaler                            | Attika                                | RF                                    |                                       | |                                       |
| Maler von München 2436           |                                       | Vasenmaler                            | Attika                                | RF                                    |                                       | |                                       |
| Maler von München 2528           |                                       | Vasenmaler                            | Attika                                | RF                                    |                                       | |                                       |
| Maler von München 2562           |                                       | Vasenmaler                            | Attika                                | RF                                    |                                       | |                                       |
| Maler von München 2660           |                                       | Vasenmaler                            | Attika                                | RF                                    |                                       | gemeinsame Namenvase mit dem Töpfer von München 2660 |                                       |
| Töpfer von München 2660          |                                       | Töpfer                                | Attika                                | RF                                    |                                       | gemeinsame Namenvase mit dem Maler von München 2660 |                                       |
| Maler von München 2676           |                                       | Vasenmaler                            | Attika                                | RF                                    | 2/4 5. Jh.                            | |                                       |
| Maler von München 2774           |                                       | Vasenmaler                            | Attika                                | RF/WG                                 |                                       | |                                       |
| Maler von München 7661           |                                       | Vasenmaler                            | Attika                                | RF/WG                                 |                                       | |                                       |
| Maler von München 8742           |                                       | Vasenmaler                            | Attika                                | RF                                    |                                       | |                                       |
| Maler von München SL 477         |                                       | Vasenmaler                            | Attika                                | RF                                    |                                       | |                                       |
| Maler der Münchner Amphora       |                                       | Vasenmaler                            | Attika                                | RF                                    | 1/2 5. Jh.                            | |                                       |
| Maler der Münchner Atalante      |                                       | Vasenmaler                            | Attika                                | SF                                    | Anfang 5. Jh.                         | |                                       |
| Maler von Münster 858            |                                       | Vasenmaler                            | Attika                                | SF                                    |                                       | |                                       |
| Murcia-Maler                     |                                       | Vasenmaler                            | Attika                                | RF                                    |                                       | |                                       |
| Mykonos-Maler                    |                                       | Vasenmaler                            | Attika                                | RF                                    | Mitte 5. Jh.                          | |                                       |
| Mystai-Maler                     |                                       | Vasenmaler                            | Böotien                               | SF                                    | um 400                                | auch Mysten-Maler und Mystes-Maler, Maler der Kabiren-Gruppe |                                       |
| Mysten-Maler                     | siehe unter Mystai-Maler              | siehe unter Mystai-Maler              | siehe unter Mystai-Maler              | siehe unter Mystai-Maler              | siehe unter Mystai-Maler              | siehe unter Mystai-Maler | siehe unter Mystai-Maler              |
| Mystes-Maler                     | siehe unter Mysten-Maler              | siehe unter Mysten-Maler              | siehe unter Mysten-Maler              | siehe unter Mysten-Maler              | siehe unter Mysten-Maler              | siehe unter Mysten-Maler | siehe unter Mysten-Maler              |

## Gruppen
| Name                         | Wikidata                              | Profession                            | Herkunft                              | Stil                                  | Zeit                                  | Bemerkung | Beispiel                              |
| ---------------------------- | ------------------------------------- | ------------------------------------- | ------------------------------------- | ------------------------------------- | ------------------------------------- | --- | ------------------------------------- |
| Gruppe von Madrid 11099      |                                       | Vasenmaler                            | Attika                                | RF                                    | 450/40                                | |                                       |
| Gruppe von Madrid 11111      |                                       | Vasenmaler                            | Attika                                | RF                                    | 450/40                                | |                                       |
| Gruppe des Mailänder Orpheus |                                       | Vasenmaler                            | Apulien                               | RF                                    |                                       | |                                       |
| Manfria-Gruppe               |                                       | Vasenmaler                            | Sizilien                              | RF                                    | 3/4 4. Jh.                            | namensgebendes Mitglied war der Manfria-Maler; gehört zur Lentini-Manfria-Gruppe |                                       |
| Manieristen                  |                                       | Vasenmaler                            | Attika                                | SF                                    | 3/4 6. Jh.                            | auch Schwarzfigurige Manieristen, Vertreter waren der Affecter und der Elbows Out |                                       |
| Manieristen                  |                                       | Vasenmaler                            | Attika                                | RF                                    | 480–Ende 5. Jh.                       | auch Rotfigurige Manieristen, Vertreter der mehr als 15 Maler umfassenden Gruppe waren unter anderem der Pan-Maler, der Schweine-Maler, der Leningrad-Maler, der Agrigent-Maler, die Nausikaa-Hephaistos-Gruppe mit dem Nausikaa-Maler und dem Hephaistos-Maler, der Akademie-Maler und der Maler von Athen 1183 |                                       |
| Gruppe von Marburg 788       |                                       | Vasenmaler                            | Apulien                               | RF                                    | Ende 4. Jh.                           | benannt nach dem Maler von Marburg 788, gehört zur White Sakkos-Gruppe |                                       |
| Marcioni-Gruppe              |                                       | Vasenmaler                            | Falisker                              | RF                                    | Anfang 4. Jh.                         | |                                       |
| Marlay-Gruppe                |                                       | Vasenmaler                            | Attika                                | RF                                    | 430/20                                | |                                       |
| Maron-Gruppe                 |                                       | Vasenmaler                            | Sizilien                              | RF                                    | 3/4 4. Jh.                            | gehört zur Lentini-Manfria-Gruppe |                                       |
| Marseilles-Gruppe            | siehe unter Marseilles-Klasse         | siehe unter Marseilles-Klasse         | siehe unter Marseilles-Klasse         | siehe unter Marseilles-Klasse         | siehe unter Marseilles-Klasse         | siehe unter Marseilles-Klasse | siehe unter Marseilles-Klasse         |
| Maschera-Humana-Gruppe       | siehe unter Gruppe der Menschenmasken | siehe unter Gruppe der Menschenmasken | siehe unter Gruppe der Menschenmasken | siehe unter Gruppe der Menschenmasken | siehe unter Gruppe der Menschenmasken | siehe unter Gruppe der Menschenmasken | siehe unter Gruppe der Menschenmasken |
| Mastos-Gruppe                |                                       | Vasenmaler                            | Attika                                | SF                                    |                                       | |                                       |
| Matsch-Gruppe                |                                       | Vasenmaler                            | Etrurien                              | EK                                    | 575–525                               | gehört zur Gruppe der antithetischen Hahnenpaare |                                       |
| Medea-Gruppe                 |                                       | Vasenmaler                            | Attika                                | SF                                    | 530/10                                | zur Gruppe gehört der Bareiss-Maler |                                       |
| Meidias-Kreis                | siehe unter Gruppe des Meidias-Malers | siehe unter Gruppe des Meidias-Malers | siehe unter Gruppe des Meidias-Malers | siehe unter Gruppe des Meidias-Malers | siehe unter Gruppe des Meidias-Malers | siehe unter Gruppe des Meidias-Malers | siehe unter Gruppe des Meidias-Malers |
| Gruppe des Meidias-Malers    |                                       | Vasenmaler                            | Attika                                | RF                                    |                                       | auch Meidias-Kreis |                                       |
| Melische Gruppe              |                                       | Töpfermaler                           | Kykladen                              | OR                                    | 680/570                               | provisorischer Name, bis die Herkunft der Gruppe endgültig geklärt ist |                                       |
| Memnon-Gruppe                |                                       | Vasenmaler                            | Attika oder Süditalien (Rhegion?)     | PC                                    | 4/4 6. Jh.                            | |                                       |
| Gruppe der Menschenmasken    |                                       | Vasenmaler                            | Etrurien                              | EK                                    | Mitte 6. Jh.                          | auch Maschera-Humana-Gruppe beziehungsweise Maschera-humana-Gruppe |                                       |
| Menzies-Gruppe               |                                       | Vasenmaler                            | Apulien                               | RF                                    | 330-320                               | benannt nach dem Menzies-Maler |                                       |
| Mercklin-Gruppe              | siehe unter Mercklin-Klasse           | siehe unter Mercklin-Klasse           | siehe unter Mercklin-Klasse           | siehe unter Mercklin-Klasse           | siehe unter Mercklin-Klasse           | siehe unter Mercklin-Klasse | siehe unter Mercklin-Klasse           |
| Metopen-Gattung              |                                       | Vasenmaler                            | Italisch                              | IG                                    | um 700                                | |                                       |
| Metopen-Gruppe               |                                       | Vasenmaler                            | Apulien                               | RF                                    | 350-325                               | benannt nach dem Metopen-Maler |                                       |
| Micali-Gruppe                |                                       | Vasenmaler                            | Etrurien                              | SF                                    | 3/3 6. Jh. – 1/4 5. Jh.               | auch Micali-Werkstatt und Micali-Kreis; Hauptvertreter ist der Micali-Maler |                                       |
| Micali-Kreis                 | siehe unter Micali-Gruppe             | siehe unter Micali-Gruppe             | siehe unter Micali-Gruppe             | siehe unter Micali-Gruppe             | siehe unter Micali-Gruppe             | siehe unter Micali-Gruppe | siehe unter Micali-Gruppe             |
| Mikra-Karaburun-Gruppe       |                                       | Vasenmaler                            | Attika                                | SF                                    |                                       | |                                       |
| Mild-Brygan-Gruppe           |                                       | Vasenmaler                            | Attika                                | RF                                    |                                       | |                                       |
| Michigan-Gruppe              |                                       | Vasenmaler                            | Etrurien                              | EK                                    | 2/3 6. Jh.                            | gehört zur Gruppe der antithetischen Hahnenpaare |                                       |
| Monopoli-Gruppe              |                                       | Vasenmaler                            | Apulien                               | RF                                    | Mitte 4. Jh.                          | benannt nach dem Monopoli-Maler |                                       |
| Gruppe von Montauban 11      |                                       | Vasenmaler                            | Attika                                | RF                                    |                                       | |                                       |
| Monte-Abatone-Gruppe         |                                       | Vasenmaler                            | Etrurien                              | PO/EK                                 | 4/4 7. Jh.                            | |                                       |
| Gruppe von Moskau 4302       |                                       | Vasenmaler                            | Attika                                | RF                                    |                                       | |                                       |
| Mount-Holyoke-Gruppe         |                                       | Vasenmaler                            | Attika                                | RF                                    |                                       | |                                       |
| Gruppe von München 878       |                                       | Vasenmaler                            | Etrurien                              | SF                                    | 1/4 5. Jh.                            | |                                       |
| Gruppe von München 883       |                                       | Vasenmaler                            | Etrurien                              | SF                                    | 1/4 5. Jh.                            | |                                       |
| Gruppe von München 892       |                                       | Vasenmaler                            | Etrurien                              | SF                                    | 1/4 5. Jh.                            | |                                       |
| Gruppe von München 1501      |                                       | Vasenmaler                            | Attika                                | SF                                    | um 520/10                             | |                                       |
| Gruppe von München 1812      |                                       | Vasenmaler                            | Attika                                | SF                                    |                                       | gemeinsame Namenvase mit der Klasse von München 1812 |                                       |
| Gruppe von München 1938      |                                       | Vasenmaler                            | Attika                                | SF                                    |                                       | |                                       |
| Gruppe von München 2388      |                                       | Vasenmaler                            | Attika                                | SF                                    |                                       | |                                       |
| Gruppe von München 2435      |                                       | Vasenmaler                            | Attika                                | RF                                    |                                       | gemeinsame Namenvase mit der Klasse von München 2435 |                                       |
| Gruppe der Münchner Sirene   |                                       | Vasenmaler                            | Attika                                |                                       |                                       | |                                       |
| Mykonos-Gruppe               |                                       | Vasenmaler                            | Rhodos                                | FI                                    | Mitte 6. Jh.                          | |                                       |
| Gruppe von Mytilene 590      |                                       | Vasenmaler                            | Attika                                | RF                                    |                                       | |                                       |

## Klassen
| Name                        | Wikidata                                | Profession                              | Herkunft                                | Stil                                    | Zeit                                    | Bemerkung                                                                                              | Beispiel                                |
| --------------------------- | --------------------------------------- | --------------------------------------- | --------------------------------------- | --------------------------------------- | --------------------------------------- | --- | --------------------------------------- |
| Klasse M                    | siehe unter Vatikan-Klasse              | siehe unter Vatikan-Klasse              | siehe unter Vatikan-Klasse              | siehe unter Vatikan-Klasse              | siehe unter Vatikan-Klasse              | siehe unter Vatikan-Klasse                                                                             | siehe unter Vatikan-Klasse              |
| Malacena-Gattung            | siehe unter Malacena-Werkstatt          | siehe unter Malacena-Werkstatt          | siehe unter Malacena-Werkstatt          | siehe unter Malacena-Werkstatt          | siehe unter Malacena-Werkstatt          | siehe unter Malacena-Werkstatt                                                                         | siehe unter Malacena-Werkstatt          |
| Manchester-Klasse           |                                         | Töpfer                                  | Attika                                  | RF/PL                                   |                                         | Töpfer von Kopfgefäßen                                                                                 |                                         |
| Marseilles-Klasse           |                                         | Töpfer                                  | Attika                                  | RF                                      | 1/4 5. Jh.                              | auch Klasse J, Marseilles-Gruppe beziehungsweise englisch The Marseilles-Group, Töpfer von Kopfgefäßen |                                         |
| Melousa-Klasse              |                                         | Töpfer                                  | Attika                                  | SF                                      |                                         | Töpfer von Augenschalen (Kylix Typ A)                                                                  |                                         |
| Melische Gruppe             | siehe unter Melische Gruppe bei Gruppen | siehe unter Melische Gruppe bei Gruppen | siehe unter Melische Gruppe bei Gruppen | siehe unter Melische Gruppe bei Gruppen | siehe unter Melische Gruppe bei Gruppen | siehe unter Melische Gruppe bei Gruppen                                                                | siehe unter Melische Gruppe bei Gruppen |
| Mercklin-Klasse             |                                         | Töpfer                                  | Böotien                                 | SF                                      | 2/4 4. Jh.                              | auch Mercklin-Gruppe; Töpfer plastischer Vasen (Rhyta)                                                 |                                         |
| Miniatur-Klasse             |                                         | Töpfer                                  | Attika                                  | RF                                      |                                         | Töpfer von Miniaturgefäßen                                                                             |                                         |
| Klasse der Miniatur-Skyphoi |                                         | Töpfer                                  | Attika                                  |                                         |                                         | englisch Class of Miniature Skyphoi; stehen mit der Pistias-Klasse in Zusammenhang                     |                                         |
| Mormino-Klasse              |                                         | Töpfer                                  | Attika                                  | RF                                      |                                         | Töpfer von Lekythen                                                                                    |                                         |
| Klasse von München 1812     |                                         | Töpfer                                  | Attika                                  | SF                                      |                                         | Töpfer von Oinochoen, gemeinsame Namenvase mit der Gruppe von München 1812                             |                                         |
| Klasse von München 2418     |                                         | Töpfer                                  | Attika                                  | SF                                      | Ende 6. Jh.                             | Töpfer von Hydrien                                                                                     |                                         |
| Klasse von München 2435     |                                         | Töpfer                                  | Attika                                  | RF                                      |                                         | Töpfer von Hydrien, gemeinsame Namenvase mit der Gruppe von München 2435                               |                                         |
| Klasse von München 2437     |                                         | Töpfer                                  | Attika                                  | RF                                      |                                         | Töpfer von Hydrien                                                                                     |                                         |
| Klasse von München 2470     |                                         | Töpfer                                  | Attika                                  | RF                                      | 3/3 5. Jh.                              | Töpfer von Choen                                                                                       |                                         |

## Werkstätten
| Name               | Wikidata                       | Profession                     | Herkunft                       | Stil                           | Zeit                           | Bemerkung                                 | Beispiel                       |
| ------------------ | ------------------------------ | ------------------------------ | ------------------------------ | ------------------------------ | ------------------------------ | ----------------------------------------- | ------------------------------ |
| Malacena-Gattung   | siehe unter Malacena-Werkstatt | siehe unter Malacena-Werkstatt | siehe unter Malacena-Werkstatt | siehe unter Malacena-Werkstatt | siehe unter Malacena-Werkstatt | siehe unter Malacena-Werkstatt            | siehe unter Malacena-Werkstatt |
| Malacena-Werkstatt |                                | Töpfermaler                    | Etrurien                       | RF/RK                          | Ende 4./ Anfang 3. Jh.         | auch Malacena-Gruppe und Malacena-Gattung |                                |
| Micali-Werkstatt   | siehe unter Micali-Gruppe      | siehe unter Micali-Gruppe      | siehe unter Micali-Gruppe      | siehe unter Micali-Gruppe      | siehe unter Micali-Gruppe      | siehe unter Micali-Gruppe                 | siehe unter Micali-Gruppe      |